# Dmitri Grigoróvitx
Dmitri Grigoróvitx (rus: Дмитрий Васильевич Григорович)  (Uliànovsk, 19 de març de 1822 (Julià) - Sant Petersburg, 22 de desembre de 1899 (Julià)), nom complet amb patronímic Dmitri Vassílievitx Grigoróvitx, fou un novel·lista rus.

## Biografia
Va néixer en una família de petits terratinents; EL seu pare era un hússar retirat i la seva mare una francesa filla d'un monàrquic guillotinat durant la Revolució francesa. Educat en la llengua i la cultura francesa fins als vuit anys, va cursar els seus estudis primaris i mitjans en l'internat francès Moniguette de Moscou. El 1836 va ingressar a l'Escola Superior d'Enginyers de Sant Petersburg, però odiava cordialment les ciències i les matemàtiques i, en realitat, només s'havia matriculat per l'estreta amistat que l'unia a un altre estudiant, el futur novel·lista Fiódor Dostoievski. En 1840 va ingressar a l'Acadèmia de Belles Arts al mateix temps que intentava obrir-se pas com a actor dramàtic, però, com ell mateix va arribar a reconèixer, no tenia talent per ser pintor o actor i l'any va abandonar aquests intents. Des de llavors va exercir activitats molt diverses: va treballar en l'administració del teatre principal de Sant Petersburg, va ser col·leccionista i crític d'art, traductor i col·laborador de revistes literàries, secretari de l'Associació de promoció DE pintors joves, etcètera. Va estar molt vinculat a Ivan Turguénev, Dostoievski, Belinski, Nekràssov, Panàiev i altres eminents escriptors i poetes de l'època. Va col·laborar a la revista El Contemporani, portaveu de la més alta intel·lectualitat russa. Entre 1858 i 1859 va emprendre un viatge en el navili Retvizan arreu d'Europa, durant el qual visità Dinamarca, Alemanya, França, Espanya, Itàlia, Grècia i Jerusalem. Les seves memòries de viatge es van titular El navili Retvizan.
Va iniciar la seva activitat literària amb traduccions d'algunes obres teatrals del francès fins que, en 1844, va publicar el seu primer relat, titulat La carrossa teatral. Tenia un cert aire gogolià, per bé que no tenia força i rerefons social. En la mateixa línia hi ha el relat El gos de 1845. Però en la següent obra Grigoróvitx sembla ja haver-se trobat a si mateix com a escriptor: en 1845 Nekràssov li havia proposat participar en la seva col·lecció de relats sota el títol comú Fisiologia de Sant Petersburg i Grigoróvitx va presentar per al volum primer el seu relat Els organistes de Sant Petersburg un quadre de costums ple de veracitat en el més pur estil del naturalisme. En el volum II va publicar un altre, Ball amb rifa
La seva obra més coneguda és la novel·la Anton el desgraciat, publicada a El Contemporani en 1847. L'acció es desenvolupa en un ambient rural: el protagonista, el camperol Anton, paga amb la seva ruïna i la de tota la seva família el fet d'haver-se enfrontat a l'administrador de la finca. Acorralat per la misèria i els deutes, amb una submissió i una por secular a l'esquena, adquireix un relleu humà i social molt gran. La temàtica rural reapareix en altres novel·les de l'autor: El transeünt, 1851, Els nous colons, 1855. Cal destacar així mateix la novel·la Els pescadors. A la decadent noblesa russa, als terratinents i la seva parasitària i fútil vida va dedicar Grigoróvitx les seves novel·les Camins rurals, 1852, L'ogre, de 1848, Una vida fracassada, 1850 i Les aventures de Nakàtov, 1849.
Entre la seva extensa obra literària es poden assenyalar també la novel·la Svistukin, el relat El nen de goma, d'ambient circense, la novel·la Els acròbates de la beneficència i les Memòries literàries , de ric contingut cultural i històric. Va morir d'un atac d'apoplexia i la seva obra completa ocupa 12 volums.